# Svarttjärnen (Näs socken, Jämtland, 699429-143945)
Svarttjärnen är en sjö i Östersunds kommun i Jämtland och ingår i Indalsälvens huvudavrinningsområde.